# Venenosaurus
Venenosaurus là một chi khủng long, được Tidwell Carpenter & S. Meyer mô tả khoa học năm 2001.